# Kieli
Kieli (Kieli - Shishatachi wa Kouya ni Neru) est une adaptation en manga du premier tome (plus précisément de la partie intitulée Des morts reposent sur les terres sauvages) de la série de romans de Yukako Kabei. Celle-ci compte déjà neuf tomes et a été récompensée du Grand prix du roman Dengeki Shôsetsu en 2002. Malgré le succès au Japon du roman, ce manga dessiné par Shiori Teshirogi n'est qu'une courte série, vraisemblablement du fait de son statut de produit dérivé.
En France, aucune édition du roman en français n'est prévu, malgré un bon succès de celui-ci aux Etats-Unis entre autres. 
En France, l'éditeur Tonkam a publié ce shōjo le 4 février (tome 1) et le 6 mai 2009 (tome 2).

## L'histoire
Kieli est une jeune fille de 14 ans qui vit à l'orphelinat depuis la mort de sa grand-mère. Elle est réservée et a peu d'amis à cause de son don spécial : elle peut voir et parler aux esprits des défunts restés parmi les vivants. C'est pour cela que Becca, le fantôme de sa colocataire, reste attachée à elle. Jusqu'au jour où elle rencontre Harvey l'Immortel, un jeune homme mystérieux qui partage son pouvoir et semble lié à la grande guerre qui se déroula 80 années auparavant. Dès lors, Kieli va rester auprès de Harvey, espérant en apprendre plus sur son pouvoir et sur son nouvel ami...

## Personnages
Kieli est une fille qui a la capacité de voir l'esprit des morts, souvent trop influencée par les âmes vagabondes, et elle parait bizarre aux yeux de ses camarades. De ce fait elle n'a jamais eu d'ami, du moins parmi les vivants, puisque sa première et seule amie est l'âme de Becca, une fille écrasé par un train. Depuis la mort de sa grand-mère, elle ressent fort le sentiment de solitude que Becca n'arrive pas à combler. Sa rencontre Harvey, lui fait espérer de trouver des réponses aux questions qu'elle se pose sur son pouvoir.
Harvey, malgré des traits de jeune homme, est l'un des héros de guerre d'il y a 80 ans, que l'on surnomme "les monstres de la guerre" ou "immortels". Comme l'indique ce dernier surnom, ils sont plus ou moins immortels car ils bénéficient d'une forte capacité de régénération. Après la guerre, ils furent traqués et tués par l'Église, qui pour cela leur enlève leur cœur de pierre. Harvey fait partie des survivants qui se cachent, souvent accompagné d'une radio qui est possédée par l'esprit d'un caporal qu'il a tué pendant la guerre.